# Gilgiochloa indurata
Gilgiochloa es un género monotípico de plantas herbáceas de la familia de las poáceas. Su única especie, Gilgiochloa indurata, es originaria del este tropical de África.

## Descripción
Es una planta anual que alcanza un tamaño de 30–90 cm de altura, erecta o ascendente, pubescente en los nodos. Las hojas son de 4–15 cm de longitud, 3–9 mm de ancho. La inflorescencia en panícula linear, de 3–15 cm de largo.

## Taxonomía
Gilgiochloa indurata fue descrita por Robert Knud Pilger y publicado en Botanische Jahrbücher für Systematik, Pflanzengeschichte und Pflanzengeographie 51(3–4): 416, f. 1. 1914.
Etimología
Gilgiochloa: nombre genérico que fue otorgado por Robert Knud Pilger en honor del botánico alemán Ernest Friedrich Gilg.
indurata: epíteto latín que significa "duro".
Sinonimia
- Gilgiochloa alopecuroides Peter[5][6]